# قهوه عربیکا
قهوه عربیکا گونه‌ای از گیاه قهوه است که در اصل در کوه‌های یمن در شبه‌جزیره عربستان رشد می‌کند. این گونه از قهوه در ارتفاعات جنوب‌غربی اتیوپی و جنوب‌شرقی سودان هم رشد می‌کند. همچنین با نام‌های «قهوه کوهی» و «درختچه قهوه عربستان» هم شناخته می‌شود. این نوع از قهوه خالص‌ترین قهوه موجود در دنیاست.
گفته می‌شود قهوه عربیکا اولین گونه از گیاه قهوه است که در جنوب غربی عربستان بیش از ۱۰۰۰ سال پیش، کاشته می‌شده است.

## گستردگی و زیست‌گاه
درحال حاضر بیش از ۸۰ درصد عربیکا دنیا در برزیل کشت می‌شود و به تمام دنیا صادر می‌شود.

## کشت و استفاده

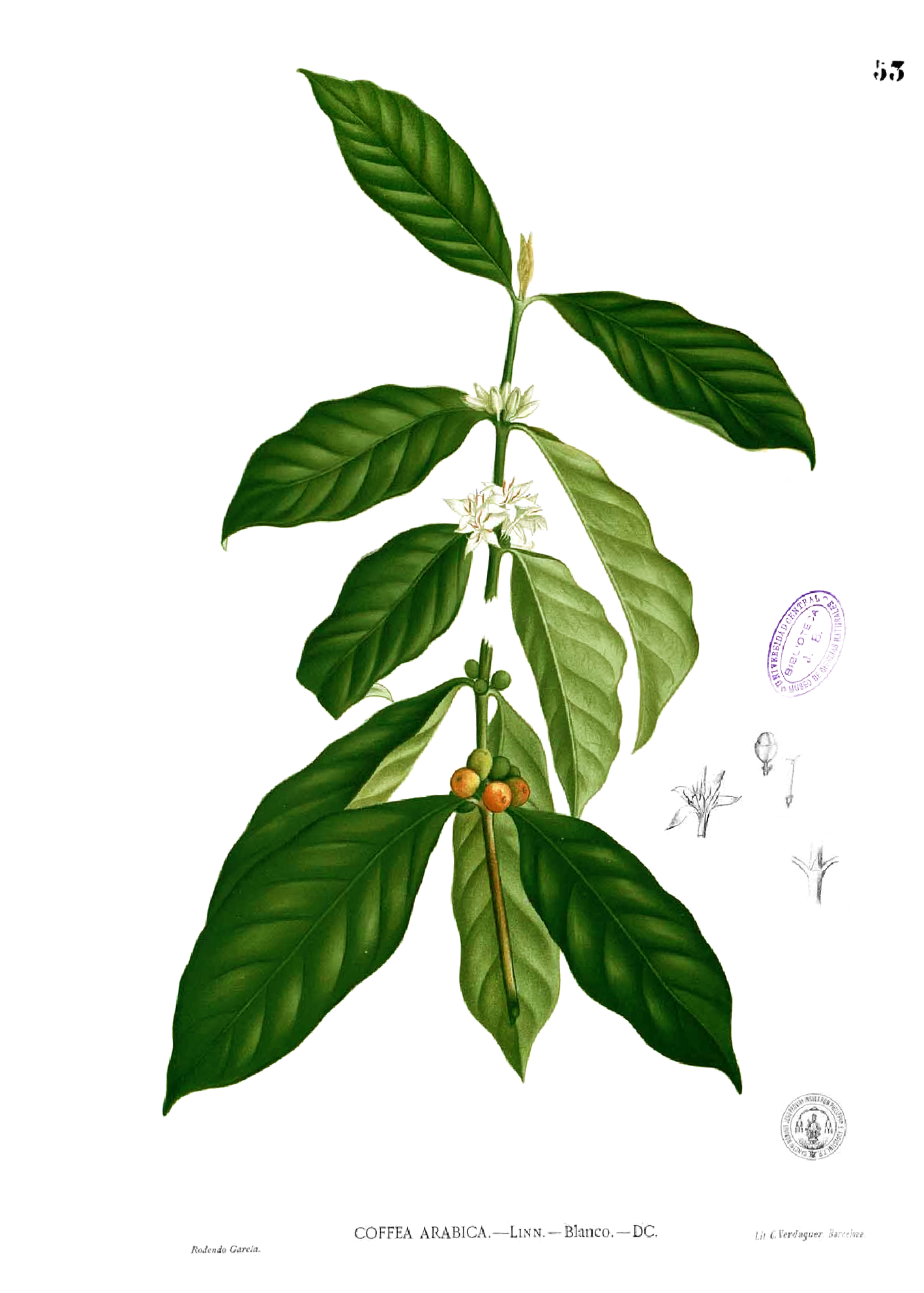
گیاه قهوه عربیکا

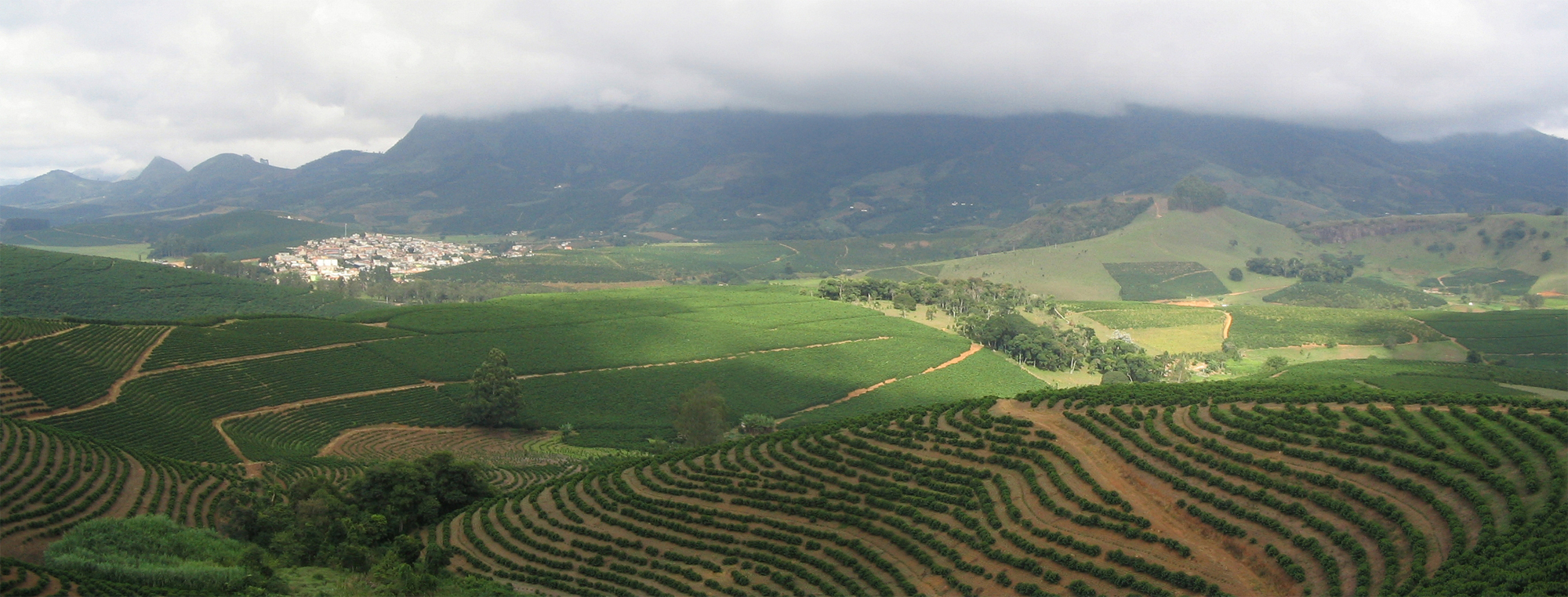
یک گشت‌گاه قهوه عربیکا در برزیل

## تاریخچه
به دلیل رشد گیاه قهوه عربیکا در ارتفاعات، ابتدا قهوه در ارتفاعات اتیوپی، جایی که در طول سال نسبت به بقیه نقاط نوسان دمای کمتری داشت، کشت می‌شد. درخت قهوه عربیکا در ارتفاع حدود هزار تا دو هزار متر از سطح دریا قابلیت کشت دارد که اینگونه نسبت به شرایط آب و هوایی بسیار حساس بوده و در مقابل آفات نیز آسیب‌پذیر است. بیش از ۷۵ نوع قهوهٔ شناخته شده در جهان وجود دارد. تقریباً ۷۰ درصد از تولید قهوه در جهان از گونه قهوه عربیکا است که به اختصار “عربیکاً نامیده می‌شود. قهوه عربیکا اولین گونه کشت شده از درخت قهوه است که هنوز هم بیشترین سطح کشت را در سراسر جهان به خود اختصاص داده و بین مردم نیز دارای طرفداران زیادی است. این گونه به‌طور چشمگیری نسبت به سایر قهوه‌های تجاری، کافا کایفورا یا روبوستا دارای برتری است. اگرچه این قهوه خاص و بومی اتیوپی بود ولی در حال حاضر یافتن این بوته در اتیوپی یک اتفاق نادر است. نکته جالب در مورد قهوه عربیکا آن است که این قهوه تنها گیاهی از این خانواده است که دارای ۴۴ کروموزوم (chromosomes) می‌باشد.

## آرایه‌شناسی
گیاه قهوه (با نام علمی:Coffea) سرده‌ای است از گیاهان گلدار از خانواده روناسیان که در نواحی گرمسیری رشد می‌کند.

## چالش‌ها و مسائل محیطی
تولید و مصرف عربیکا همراه با چالش‌ها و مسائل محیطی نیز همراه است. تغییرات اقلیمی، نیاز به مقدار زیادی آب در کشت این گیاه و مسائل مرتبط با تجارت عادلانه می‌تواند بر زمینه‌های مختلف مرتبط با قهوه عربیکا تأثیر بگذارد. برنامه‌ریزی مستمر و اقدامات بهینه‌سازی می‌تواند به حفظ تعادل بین تولید قهوه و حفاظت از محیط زیست کمک کند.

## نگاره

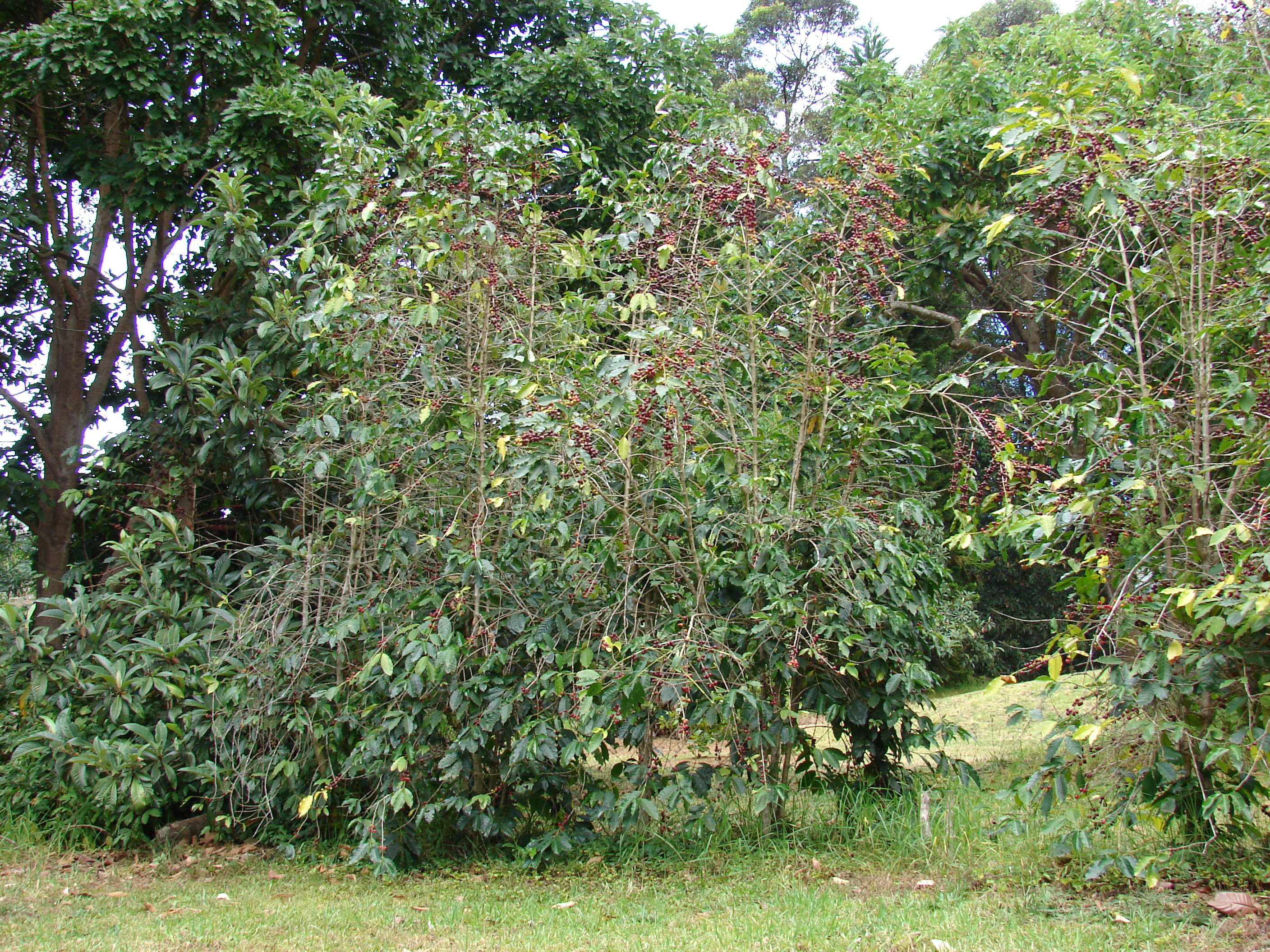
قهوه عربیکا عمل آمده در الیندا، هاوایی.
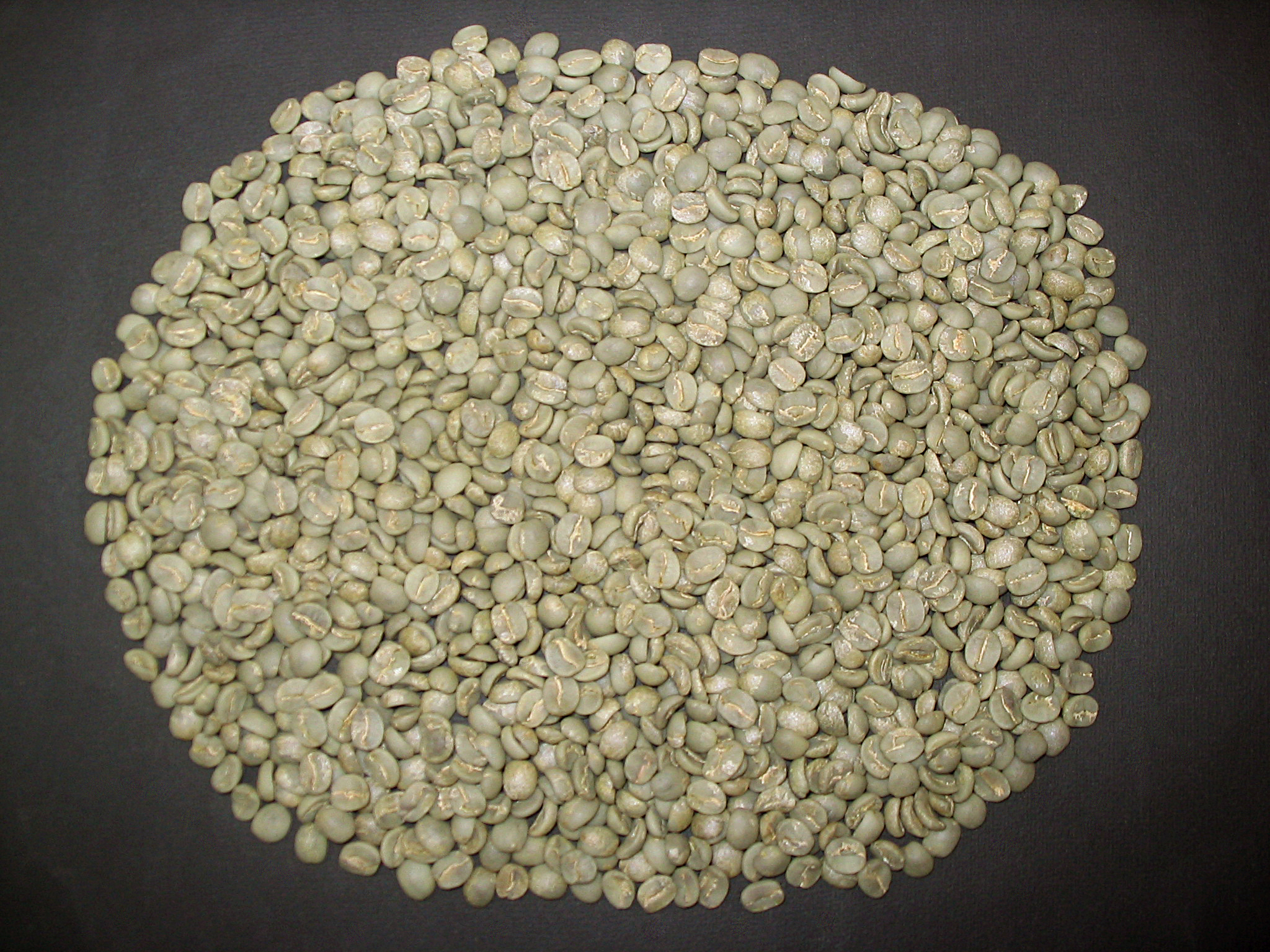
دانه‌های قهوه برشته نشده برزیلی (قهوه عربیکا).

## تحقیقات

ساختمان دانه قهوه: ۱: Center cut. ۲: دانه(endosperm). ۳: پوست نقره‌ای(testa, epidermis). ۴: Parchment coat(hull, endocarp). ۵: لایه پکتین. ۶: پالپ(mesocarp). ۷: پوسته بیرونی(pericarp, exocarp).

## برای مطالعهٔ بیشتر
پرونده‌های رسانه‌ای مربوط به Coffea arabica در ویکی‌انبار 
- Silvarolla, Maria B. (2004). "A naturally decaffeinated arabica coffee". Nature. ۴۲۹ (۶۹۹۴): ۸۲۶. doi:10.1038/429826a. PMID ۱۵۲۱۵۸۵۳. {{cite journal}}: Check |pmid= value (help); Unknown parameter |coauthors= ignored (|author= suggested) (help)
- Weinberg, Bennet Alan (2001). The World of Caffeine: The Science and Culture of the World's Most Popular Drug. New York: Routledge. ISBN 0415927226. {{cite book}}: Unknown parameter |coauthors= ignored (|author= suggested) (help)